# دلفستراهایزن
دلفستراهایزن (به هلندی: Delfstrahuizen) یک منطقهٔ مسکونی در هلند است که در لمسترلند واقع شده‌است. دلفستراهایزن ۳۸۰ نفر جمعیت دارد.